# Poilu

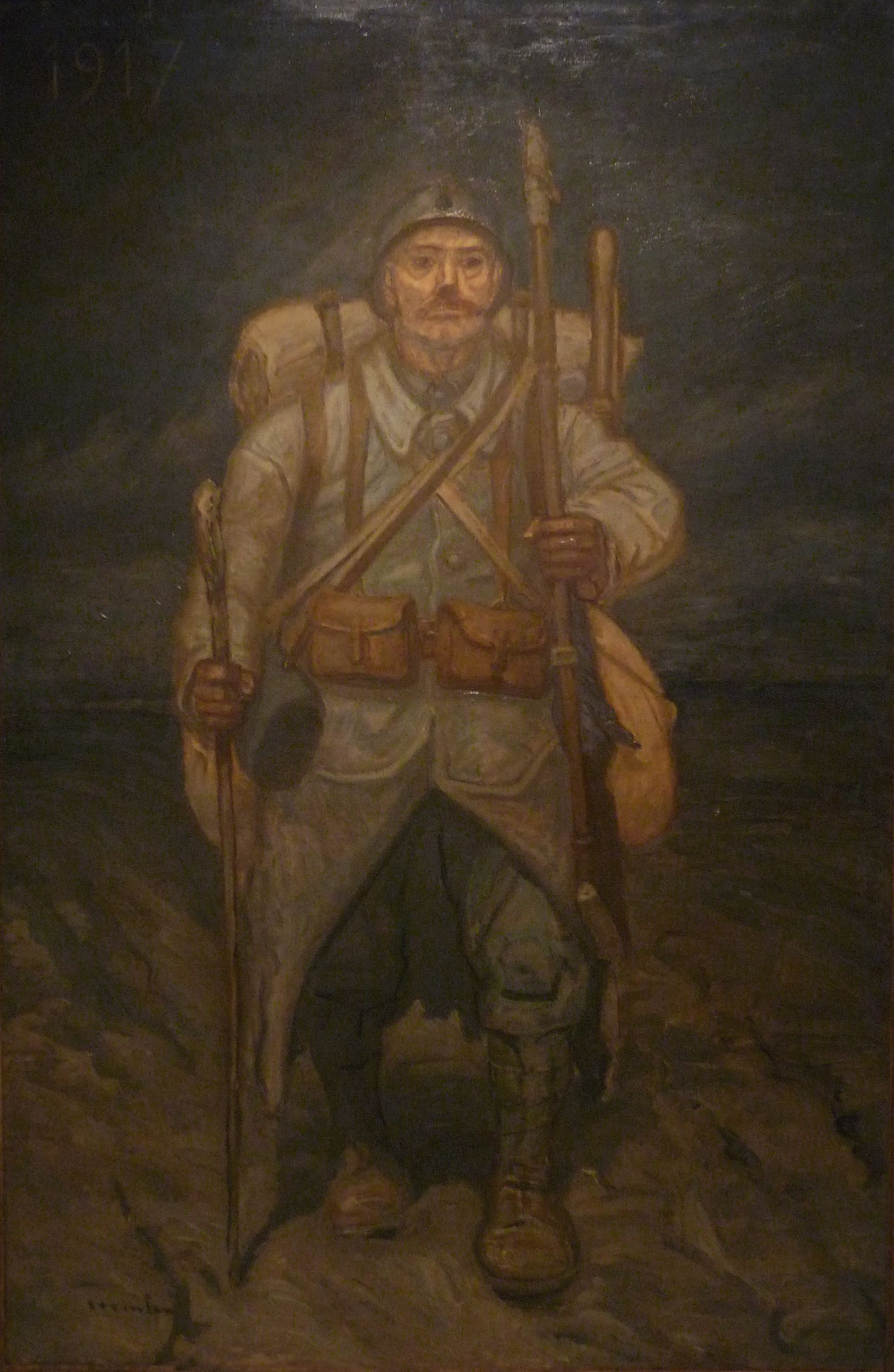
Der Poilu, Gemälde von Théophile-Alexandre Steinlen, 1917

Poilu (po̯aˈlyː, Mehrzahl: Poilus) ist eine französische umgangssprachliche Bezeichnung für einen französischen Frontsoldaten des Ersten Weltkrieges. Sie entspricht in etwa dem deutschen Begriff Landser für einen einfachen Soldaten.
Das Wort stellt sich zu französisch poil (Haar) mit dem Adjektiv poilu (behaart) und bedeutet wörtlich „der Behaarte“ oder „der Haarige“. Im umgangssprachlichen Gebrauch bezeichnete es in der Zeit vor dem Ersten Weltkrieg einen energischen, tapferen Mann. Im Ersten Weltkrieg wurde der Begriff dann zur Bezeichnung der französischen Soldaten.
Volkstümliche Erklärungen knüpfen an die Wortbedeutung „behaart“ an. So soll der Name aus dem Umstand resultieren, dass während der Kampfeinsätze in den Schützengräben die Versorgung mit Wasser unzureichend war und sich die Soldaten deshalb in der Zeit des Einsatzes nicht rasieren konnten.
Wie in vielen Armeen entwickelte sich auch unter den Poilus des Ersten Weltkrieges eine eigene Sprache mit bestimmten eigenen Begriffen, welche teilweise auch in die französische Umgangssprache Eingang gefunden haben, zum Beispiel pinard = billiger Rotwein, gnôle = Schnaps.
Henri Barbusse beschrieb in seinem Roman Le Feu (Originalausgabe 1916, deutsch Das Feuer, 1918) sehr bildhaft die erbärmlichen Lebensumstände der Poilus im Ersten Weltkrieg.
Das Antikriegs-Brettspiel Les Poilus, ein kooperatives Spiel für zwei bis fünf Spieler ab 10 Jahren von Fabien Riffaud und Juan Rodriguez, erschienen bei Sweet Games, landete 2017 auf der Empfehlungsliste zum Kennerspiel des Jahres. Es setzt die Grabenkriegs-Zeitgeschichte des Ersten Weltkriegs in einer nachspielbaren Form um.